# العلاقات اللبنانية الإيرانية
العلاقات اللبنانية الإيرانية، هي العلاقات الثنائية بين لبنان وإيران.

## التاريخ
بدأت العلاقات الرسمية بين الدولتين في عهد الرئيس اللبناني الراحل كميل شمعون بين عامي 1952 و1958، والتي تزامنت مع تاسيس حلف بغداد الذي كانت إيران جزءا منه وأريد له أن يكون قوة في وجه امتداد نفوذ الرئيس جمال عبد الناصر. وقد أسهم هذا الحلف في التقارب اللبناني - الإيراني وتوج هذا التقارب بزيارة شاه إيران إلى لبنان عام 1957، ثم أتبع ذلك مجيء الإمام موسى الصدر إلى لبنان عام 1958 بالتنسيق مع الشاه الذي كان قد أنشأ علاقة مع الجمعية العاملية الشيعية، ومن ثم قام ببناء مسجد الصفاء في محلة رأس النبع في بيروت بتمويل منه. تولى الإمام الصدر إمامة هذا المسجد، وتمكن بالاستناد إلى مكوناته الشخصية وكفاءاته العلمية وميزاته الشخصية وامتداده الإيراني من أن يحظى برعاية القوى المارونية الأساسية مثل الرؤساء كميل شمعون وفؤاد شهاب وشارل حلو.
واستطاع السيد موسى الصدر من موقعه الديني أن يحد من تأثيرات اللعبة السياسية، وأن ينشئ حركة شعبية (عرفت يومئذ بحركة المحرومين) في وجه القوة الشيعية التقليدية المتمثلة بكامل الأسعد، خصوصا أن الجو الشيعي كان ينحو صوب الحركات التحررية». ويقول الأمين: «إن مجيء السيد موسى الصدر إلى لبنان كان بالتنسيق مع إيران، وكان للشاه دور أساسي في ذلك بهدف تكوين حضور إيراني في لبنان تكون له أبعاد إقليمية، غير أن التعبير الإيراني كان محدودا ومختلفا كليا عما هو عليه اليوم، بسبب وجود دولة لبنانية يومئذ». ويرى الأمين أن «الثورة الإسلامية الإيرانية فجرت باب العلاقة المستجدة مع شيعة لبنان، فعندما انتصرت هذه الثورة عام 1979 لم يكن كثير من الشيعة في لبنان متحمسين لهذه الثورة، والسبب أن الإمام الخميني بعد انتصاره في إيران كان يركز على العلاقة مع الفلسطينيين في لبنان وتحديدا حركة (فتح) ورئيسها ياسر عرفات. ومنذ 1979 حتى 1981، بدء الحرب الإيرانية – العراقية، كانت إيران أقرب للفلسطينيين منها إلى الشيعة في لبنان، لكن بعد اندلاع هذه الحرب بدأت (إيران الثورة) تسهم في خلق دوائر شيعية لبنانية توليها اهتماما أكبر، وبدأت تتقارب مع شخصيات شيعية مثل السيد محمد حسين فضل الله والشيخ محمد مهدي شمس الدين، وغيرهما، إلى أن حصل الاجتياح الإسرائيلي للبنان في صيف العام 1982، عندها دخلت إيران بقوة أكبر وعبر الحرس الثوري إلى البقاع اللبناني لمواجهة هذا الاجتياح، وبعدها بدأت بتأسيس وإعداد قوتها الخاصة التي هي حزب الله، الذي وإن كان مكونا من أشخاص لبنانيين، لكن سياسته وآراءه وتوجهاته وتمويله كلها إيرانية وعبر الحرس الثوري الذي ظل ماكثا في لبنان عسكريا حتى بداية التسعينات؛ حيث خرج عسكريا وبقي سياسيا».
وفي عام 1983 دخل الحرس الثوري الإيراني إلى الضاحية، وكان رئيس الجمهورية يومها أمين الجميل، فبدأ يتلمس الحركة الإيرانية في الضاحية الجنوبية وخارجها، فحصلت مواجهة بينه وبين الإيرانيين أدت إلى قطع العلاقة الدبلوماسية وإخراج السفير الإيراني من لبنان لنحو سنة قبل أن تعود هذه العلاقة إلى طبيعتها، وبعد هذه المرحلة المهتزة، دخلنا في مرحلة جديدة ووضع مستقر وإقرار لبناني بالمساحة الإيرانية، وكان الدور السوري المعبر الأساسي لهذه المساحة؛ بحيث كانت سفارة إيران في دمشق حتى في منتصف التسعينات هي المسؤولة عن حزب الله وليست السفارة الإيرانية في بيروت، وهذا له دلالة على أن القرار كان يطبخ في سورية. وعندما وقعت الصراعات المسلحة بين حزب الله وحركة «أمل» في الضاحية الجنوبية وإقليم التفاح والجنوب وسقط فيها مئات القتلى والجرحى من الطرفين كانت هذه الصراعات صورة عن الصراع الإيراني - السوري، وقد استمرت إلى أن سلم الإيرانيون بدور سوريا».

## المساعدة العسكرية
في 28 نوفمبر 2010 قام رئيس الوزراء اللبناني سعد الحريري بزيارة إلى إيران مدتها ثلاثة أيام والتقى خلالها بوزير الدفاع الإيراني على الحريري الذي عرض رسميا مساعدة طهران للجيش اللبناني. أكد وزير الدفاع الإيراني أحمد وحيدي خلال لقاء عقده مع رئيس الوزراء اللبناني سعد الحريري في طهران، أن بلاده مستعدة لمساعدة ودعم الجيش اللبناني، وذلك في وقت أعلنت فيه الولايات المتحدة، التي تتهم إيران بالتدخل السياسي والعسكري في لبنان، عن مساعدة عسكرية قيمتها مئة مليون دولار لهذا البلد.

## تصريحات 2011
في 7 أبريل 2011 اتهم سعد الحريري إيران بالتدخل في الشؤون العربية وقال ان لا لبنان ولا البحرين ستتحول إلى محمية إيرانية. وقال الحريري عندما انسحب منها حزب الله الذي تدعمه إيران وحلفاؤه ان تدخل إيران واحد من أكبر التحديات التي تواجهها الدول العربية.
وأن لبنان والعديد من الدول العربية في الخليج وغير الخليج تعاني سياسياً واقتصادياً وأمنياً من التدخل الإيراني السافر في الداخل العربي بل ان أحد أكبر التحديات التي تواجه المجتمعات العربية وبينها لبنان يتمثل في الخروقات الإيرانية المتمادية للنسيج الاجتماعي للمنطقة العربية. وأضاف "ان هذه السياسة الإيرانية لم تعد مقبولة وان الخطف المتدرج للمجتمعات العربية تحت أي شعار أمر لن يكون في مصلحة إيران ولا في مصلحة العلاقات العربية الإيرانية. ونحن في لبنان لا نرضى أن نكون محمية إيرانية بمثل لا نرضى لاخواننا في البحرين أو الكويت أو أي دولة أن يكونوا محمية إيرانية."

## خلال معركة طوفان الأقصى
وفي 14 فبراير 2025 بناء على أمر رئيس الوزراء اللبناني نواف سلام، قرر وزير الأشغال العامة فايز رسامني منع هبوط طائرة تابعة لشركة ماهان إير الإيرانية بعد تقارير من إسرائيل تفيد بأن الطائرة تحمل أموالًا إيرانية غير قانونية موجهة لحزب الله. على إثر القرار، خرج العديد إلى الشوارع احتجاجًا على قرار الحكومة بمنع هبوط الطائرة. فاستخدام إيران للرحلات المدنية ومطار بيروت الدولي أدى إلى تدهور إضافي في العلاقات بين الدولتين في فبراير 2025، حيث قررت السلطات اللبنانية منع هبوط الطائرات الإيرانية على أراضي لبنان، مما دفع الإيرانيين إلى حظر هبوط الطائرات القادمة من لبنان في أراضيهم. وفي هذا السياق، أكّدت دائرة الإعلام في حزب القوات اللبنانية أن لبنان "ليس مستعمرة إيرانية"، وأن إيران تستخدم الرحلات الجوية البريئة لتهريب كميّات كبيرة وهائلة من الأسلحة والعتاد الحربي والمتفجّرات والأموال بشكل غير شرعي إلى لبنان منذ سنوات. وأعلنت الدائرة أنّ "القوّات اللّبنانيّة" تدعم موقف الحكومة اللبنانية بوقف الطّيران الإيراني إلى مطار بيروت.
وعقب قرار الحكومة اللبنانية تكليف الجيش بإعداد خطة، لحصر جميع الأسلحة بيد الدولة قبل نهاية عام 2025، تصاعد التوتر السياسي والأمني في البلاد. وقد رفض "حزب الله" هذا القرار، مبرراً موقفه بأن سلاحه ضروري للدفاع عن لبنان، في حين ترى الحكومة أن هذه الخطوة أساسية للحفاظ على السيادة ومنع تجدد المواجهة مع إسرائيل. وفي هذا السياق، أدانت بيروت بشدة تدخل علي أكبر ولايتي، مستشار المرشد الأعلى في إيران، الذي عارض الإجراء واعتبره جزءاً من "مؤامرة أميركية-إسرائيلية". وجاء في بيان وزارة الخارجية اللبنانية أن هذا الموقف يشكل "تدخلاً سافراً وغير مقبول في الشؤون الداخلية للبنان"، مؤكدة أن سيادة الدولة ليست موضع تفاوض، وأنه لا يحق لأي طرف خارجي، سواء كان صديقاً أو عدواً، التحدث باسم الشعب اللبناني.
أكد وزير الخارجية الإيراني عباس عراقجي دعم إيران لحزب الله، مشيراً إلى أن محاولات الحكومة اللبنانية لنزع سلاح الحزب "ستفشل"، وأن الحزب أعاد بناء قدراته بعد المواجهات مع إسرائيل ويمتلك القوة الكافية للدفاع عن نفسه، واصفاً خطة الحكومة بأنها "خطيئة كبرى". وردّت وزارة الخارجية اللبنانية بأن تصريحات عراقجي مرفوضة ومدانة، وتشكل مساساً بسيادة لبنان ووحدته واستقراره، معتبرة أن التدخل في الشؤون الداخلية غير مقبول، وأن العلاقات بين الدول يجب أن تقوم على الاحترام المتبادل وعدم التدخل في الشؤون الداخلية وقرارات المؤسسات الشرعية.
وفي أغستس 2025 زار علي لاريجاني، الأمين العام للمجلس الأعلى للأمن القومي الإيراني، لبنان والتقى الرئيس جوزف عون ورئيس الحكومة نواف سلام ورئيس البرلمان نبيه بري. خلال اللقاءات، شدّد عون على أن "الصداقة التي نريد أن تجمع بين لبنان وإيران لا يجب أن تكون من خلال طائفة واحدة أو مكوّن لبناني واحد، بل مع جميع اللبنانيين"، وأوضح أن أي تدخل خارجي غير مقبول، مؤكداً أن "الدولة اللبنانية وقواها المسلحة مسؤولة عن أمن جميع اللبنانيين من دون أي استثناء". من جانبه، أشار سلام إلى أن "قرارات الحكومة اللبنانية لا يُسمح أن تكون موضع نقاش في أي دولة أخرى... وقرار لبنان يصنعه اللبنانيون وحدهم"، وأن أي مساعدات خارجية يجب أن تمر عبر القنوات الرسمية فقط.
في المقابل، أكد لاريجاني موقف إيران الداعم لـ"المقاومة" واحترام قرارات الحكومة اللبنانية، لكنه في الوقت نفسه حاول توجيه رسائل غير مباشرة تتعلق بالتوازن مع الولايات المتحدة، مظهراً أن طهران ترى لبنان ساحة للتأثير على مواقف واشنطن من المنطقة.